# Nemo dayi
Nemo dayi är en tvåvingeart som beskrevs av Mcalpine 1983. Nemo dayi ingår i släktet Nemo och familjen Neminidae. Inga underarter finns listade i Catalogue of Life.